# 透明人間 (1954年の映画)
『透明人間』（とうめいにんげん） は、1954年（昭和29年）12月29日に公開された、東宝制作の特撮SF映画。モノクロ、スタンダード作品。同時上映は『岩見重太郎 決戦天の橋立』。
戦時中の人体実験によって自分の存在を物理的に消された男が普通の人間として生活しながら、彼の名をかたって暗躍するギャング集団に立ち向かう姿を描いた作品である。

## 概要
本作品は『ゴジラ』に続く特撮技術を駆使した映画として企画・製作された。公開当時は、同作品に続く空想科学映画第二弾と銘打たれていた。『ゴジラ』が縫いぐるみとミニチュアによる特撮を主としていたのに対し、本作品では光学合成が多用されている。
透明人間をヒーロー役に据えたアクションスリラー映画だが、普通の人間に戻れなくなった彼の内面も描写するなど、『ゴジラ』と同様に科学の犠牲を描く悲劇的なSFとしての側面も持つ。一方で、物語の背景に戦争があるのも『ゴジラ』と共通するが、本作品では透明人間誕生の経緯として語られるに留まっており、反戦をテーマとはしていない。
後に制作される変身人間シリーズの先駆的作品との扱いを受けている。特に『美女と液体人間』は本作品との共通点が多く、オマージュではないかとされる。1975年には、同シリーズを意識した『透明人間対火焔人間』の企画が立てられ、サイクロトロンの作用で透明化するという本作品を踏襲した設定も盛り込まれていたが、制作には至らなかった。

## あらすじ
銀座4丁目の交差点で、旧日本軍の特殊部隊「透明人間特攻隊（透明特攻部隊、透明特攻隊）」の生き残り・秋田晴夫の轢死体が遺書と共に発見された。遺書の内容から、秋田が透明人間という自らの境遇に悲観して飛び込み自殺したことや、透明人間の生き残りが少なくとももう1人いることが判明する。この一件が報道されるや、「透明人間」と称した犯人による強盗事件が多発する。
そんな折、キャバレー「黒船」でサンドイッチマンのピエロとして働く南条は、同じアパートに住む盲目の少女まりに「金髪のジェニー」のオルゴールをプレゼントする約束をしていた。一方、最初の自殺に遭遇して以来、透明人間の調査を進めていた新聞記者の小松は襲撃された宝石店を訪れていた南條に着目し、彼の部屋に乗り込んで驚くべき光景を目にする。常にピエロの格好をしている南條こそが、もう1人の透明人間だったのだ。
南條は自分の存在を騙ってまりの祖父を利用した挙句に殺害したギャング団の正体を暴くべく、小松の協力を得て独自捜査を開始する。やがて2人の調査の結果、ギャング事件の黒幕は「黒船」の中にいることが判明する。
黒船の支配人で透明ギャング団の黒幕であった矢島から歌手の美千代を救出する南条であったが、ギャング団に捕らえられてしまう。南条は透明な体を活かして反撃に出るが、追いつめた矢島とともに石油タンクから落下し死亡する。

## 透明人間
戦時中、西崎博士はサイクロトロン陽子を用いて「リンの放射性同位元素・P33元素に対する長時間連続衝撃実験」を行った。その時、偶然発見した透明化量子「ホストン」を吸収することによって可視光線を完全に透過するようになった人間が、透明人間である。
太平洋戦争末期、透明人間で編成される特攻隊がサイパン島で玉砕したとされていたが、実はそのうちの2人が生き残っていた。ホストンの効果は元に戻すことができないため、透明人間化した者は死なないかぎり目視できない。南條が常にフェイスペインティングをしているのは、そのためである。

## キャスト
- 南条[出典 12][注釈 3]：河津清三郎
- 美千代[34][35]：三條美紀
- 矢島[出典 13]：高田稔
- 小松[出典 13]：土屋嘉男
- 健[出典 13]：植村謙二郎
- まりのおじいさん[34][27]：藤原釜足
- 社会部長[27]（山田社会部長[21]）：村上冬樹
- 科学者[34]：汐見洋
- 代議士[27][31]（野村代議士[21]）：沢村宗之助
- 警視総監[34][35][36]：恩田清二郎
- 竜田警部[34][27]（龍田警部[31]）：大友伸
- ダンサー[34]：重山規子（日劇ダンシングチーム）
- まり[4][31][注釈 9]：近藤圭子（キングレコード）
- 矢島の乾分[34][27]：松尾文人、中山豊、吉田新、峰三平、鈴木治夫、高瀬将敏
- ジョー（矢島の乾分）[34][35]：水野匡雄
- 国会委員長[34]：土屋博敏
- 南条の仲間（サンドイッチマン[21]）、路面電車の乗客：佐田豊
- 秋田晴夫（轢かれた透明人間[37][21]）、河津清三郎スタント[17]：中島春雄
- 屋台の親父[34]：瀬良明
- クラブの客[34]：津田光男
- 街頭テレビを観る男、クラブの客[21]：吉頂寺晃
- アナウンサー[21]、銀座の通行人：岡豊
- 警官[34]：広瀬正一
- 宝石商の店長[34]（宝石商の店員[27]）：堤康久
- 大塚[34]：熊谷二良
- 管理人[34]：勝本圭一郎
- 車の男[34]：伊藤実
- 守衛[34]：榊田敬二
- 車の女：森啓子
- クラブの女給[21]、銀座の通行人：東静子
- 振付[34]：縣洋二

### キャスト（ノンクレジット）
- 路面電車の乗客：記平佳枝[38][39]、小野松枝[40][41]
- タクシーの運転手：帯一郎[42][43]

## スタッフ
- 製作：北猛夫
- 原案：別府啓
- 脚本：日高繁明
- 美術：安倍輝明
- 録音：藤縄正一
- 照明：岸田九一郎
- 音楽：紙恭輔
- 監督助手：丸輝夫
- 編集：庵原周一
- 特殊技術：東宝技術部
  - 合成：幸隆生[17][注釈 10]
- 現像：東宝現像所
- 製作担当者：黒田達雄
- 撮影/特技指導[注釈 11]：円谷英二
- 監督：小田基義

## 制作
特撮監督の円谷英二は本編撮影を兼ねており、カメラマンの肩書としてはこれが最後の仕事である。円谷による透明人間を題材とした特撮作品は大映の『透明人間現わる』（1949年）以来であり、同作品で用いられた技術も本作品で発展継承している。
映画監督の日高繁明が脚本を初執筆しており、続いて『ゴジラの逆襲』も執筆した。最初期の台本ではまりは盲目の少女ではなく花売り娘とされ、最後は恋人とともに新天地に旅立つという結末であった。続く改定台本では、南条が戦地で行方不明となった美千代の恋人であることが判明するシーンが存在したが、決定稿とされる台本では削除された。
プロデューサーの北猛夫は当時東宝撮影所の製作部長を務めており、組合の要望によって現職のままでの兼任であった。当時の東宝ではプロデューサーへの東宝社員の登用が進んでおり、北が現職と兼任する初めての例であった。結果として、東宝特撮では珍しい田中友幸以外が製作を務める作品の1つとなった。
音楽は、日本における映画音楽の草分け的存在であり、日本初の本格的ジャズ演奏家としても知られる紙恭輔が務めた。紙が音楽を担当した映画は、2022年時点で視聴可能なものが少なく、本作品は現存する作品の1つとなっている。本作品における音楽は、楽曲が主張しすぎず映像に寄り添うかたちの古典的かつ職人的なスタイルと評される。

### 配役
主演の河津清三郎は、東宝に2本出演するという契約で小田の前作『幽霊男』に続いての出演であった。当時の河津は多忙であり、本作品のクランクアップ前に日活での主演作『俺の拳銃は素早い』の撮影に入っている。
ヒロインの美千代役には北川町子が起用されていたが、クランクイン直後に急性虫垂炎となって降板し、河津と同じく『幽霊男』に出演していた三條美紀に代わった。三條は、大映を退社して東映に移る前のフリーの時期での出演であった。後年のインタビューで三條は、本作品では大映時代には着ることのなかったドレス姿で喜んでいて、役を分かって演じてはいなかったと述懐している。
南条と矢島の格闘シーンは、矢島役の高田稔が一人芝居で演じている。

### 特撮
透明人間の描写には、円谷英二の指導によって光学合成をはじめさまざまな工夫がされている。南條が普段はピエロ姿であるという設定も円谷の案によるものである。制作に際し、透明人間のアイデアが東宝社内にて懸賞金付きで公募されたが、最終的に該当作はなく佳作賞が2名に贈られるにとどまった。
南條が透明のまま物を投げつけるシーンや演奏するシーンにはピアノ線による操演が、南條が顔のペイントを落とすと透明になるシーンには逆に墨を塗りつけて黒くなったところへ背景を合成するという方法が、それぞれ用いられた。合成用の黒装束は、中島春雄が演じた。
合成用のマスク製作は膨大な量となり、休憩所も用いて手の空いているスタッフが総出で黒塗りを手伝ったが、塗る部分と残す部分を逆にしてしまいやり直しになったこともあったという。
南條がラビットスクーターに乗って矢島を追うシーンは、車体にキャスター（補助輪）を取り付けて倒れないように加工し、無人のまま自動車で牽引して走行させている。円谷は、スクーターを自走させるギミックも考えていたが、実用には至らなかった。
クライマックスの石油タンク爆破シーンは、井上泰幸によるブリキ製の1/20サイズミニチュアが用いられた。
特写スチールでは半透明の透明人間が描かれているが、本編中ではこのような表現は用いていない。

## 映像ソフト
- VHS 品番TG4341[50]
- LD - 1997年10月1日に東宝ビデオより発売された[51]。
- DVD　
  - 2007年2月23日に発売された。同日に発売されたDVD-BOX「東宝特撮 空想科学箱」にも収録[52]。
  - 2014年2月7日に期間限定プライス版として再発売された。
  - 2015年7月15日に東宝DVD名作セレクションとして再発売された[53]。
  - 2018年10月10日に講談社「ゴジラ&全怪獣DVDマガジン」の完結巻として発売された。DVDにはパチンコ作品『CRゴジラ〜破壊神降臨〜』の撮りおろし特撮シーン集並びにメイキングを併録。
- Blu-ray Disc
  - 2021年11月に、「変身人間シリーズBlu-ray」（『美女と液体人間』『ガス人間第一号』『電送人間』と同時収録）として初発売された[54]。